# Von dem Tode des Hühnchens

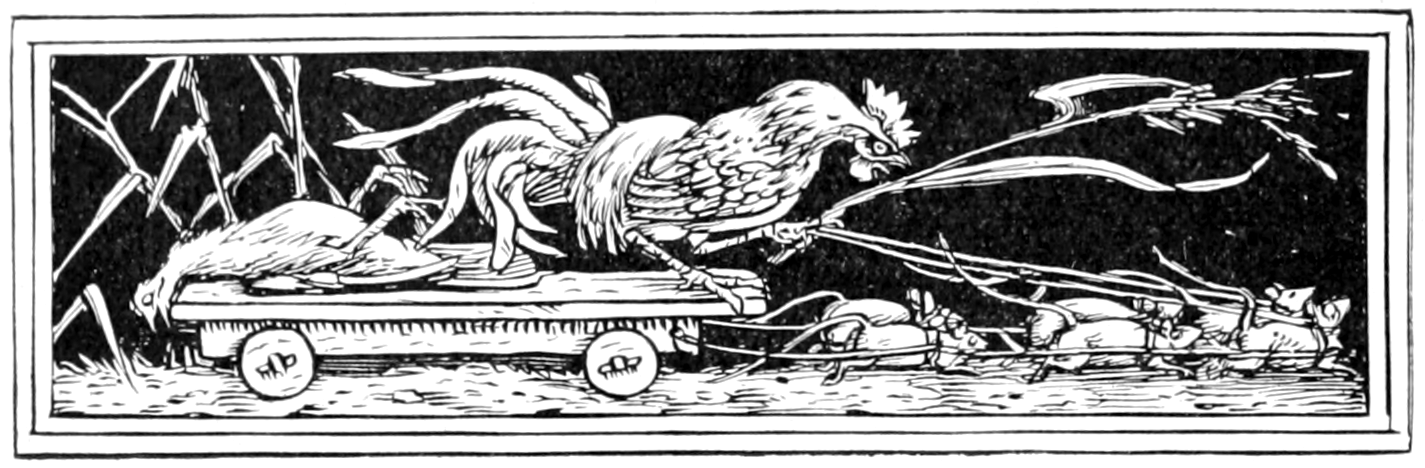
Illustration von Walter Crane, 1882

Von dem Tode des Hühnchens ist ein Märchen (ATU 2021). Es steht in den Kinder- und Hausmärchen der Brüder Grimm an Stelle 80 (KHM 80). Bis zur 2. Auflage lautete der Titel Von dem Tod des Hühnchens. Das Märchen basiert auf dem Text Erschreckliche Geschichte vom Hünchen und vom Hänchen, den Clemens Brentano in Des Knaben Wunderhorn 1808 nach Charles Crodel veröffentlichte. Ludwig Bechstein übernahm es in geänderter Form in sein Deutsches Märchenbuch auf als Vom Hühnchen und Hähnchen (1845 Nr. 31, 1853 Nr. 27).

## Inhalt

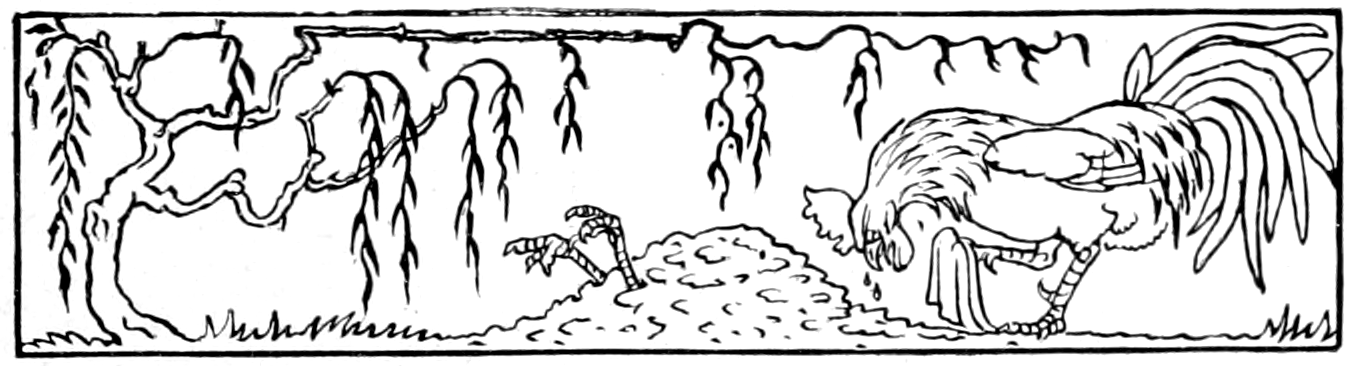
Illustration von Walter Crane, 1882

Ein Hühnchen und ein Hähnchen suchen Nüsse. Wer eine findet, soll mit dem anderen teilen. Das Hühnchen findet einen großen Nusskern, frisst ihn allein und droht daran zu ersticken. Das Hähnchen soll ihm Wasser bringen. Der Brunnen aber will als Gegenleistung für das Wasser erst rote Seide von der Braut, die Braut will zuerst ihr Kränzlein, das an einer Weide hängen blieb. Das Hähnchen besorgt alles. In der Zwischenzeit ist das Hühnchen aber schon erstickt. Vor Trauer schreit das Hähnchen, so dass alle Tiere kommen. Sechs Mäuse ziehen den Leichenwagen. Fuchs, Wolf, Bär, Hirsch, Löwe, alle Tiere des Waldes fahren mit. An einen Bach gekommen, wollen sie diesen mit Hilfe eines Strohhalms überqueren. Es scheitert und die Mäuse, die die Kutsche zogen, ertrinken. Als Nächstes will eine Kohle bei der Überquerung helfen, erlischt aber im Wasser. Da hilft ein Stein als Brücke aus. Das Hähnchen zieht das Hühnchen hinüber. Der Wagen ist aber von all den Tieren so schwer geworden, stürzt in den Bach zurück, sie ertrinken. Da ist das Hähnchen mit dem toten Hühnchen allein, begräbt es und trauert, bis es auch stirbt.

## Herkunft

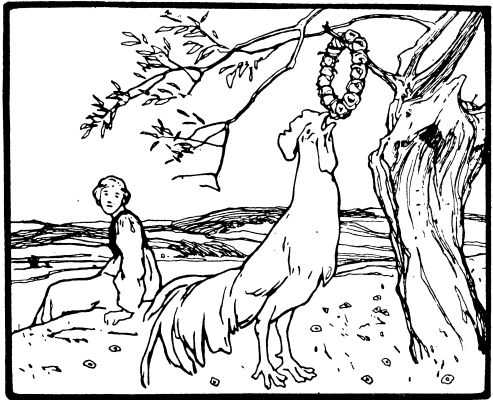
Illustration von Otto Ubbelohde, 1909

Grimms Anmerkung notiert „Aus Hessen“ und verweist auf die Erschreckliche Geschichte vom Hünchen und vom Hänchen nach Charles Crodel in Des Knaben Wunderhorn (Grimms Text nutzt auch den Schluss einer Erzählung von Wilhelm Engelhardt). Hier kann allein das Hähnchen sich aus dem im Morast steckengebliebenen Wagen retten, indem es auf den Kirchturm fliegt, wo es fortan als Wetterhahn nach schönem Wetter Ausschau hält, das hoffentlich den Sumpf austrocknet und den Wagen mit dem Hühnchen wieder freigibt. Doch dort sind inzwischen allerlei Kraut und Gras drübergewachsen, wie Fuchsia, Löwenzahn, Hahnenfuß und Hühnerdarm.
In „einer bairischen Erzählung“ (von Ferdinand Grimm) braucht Hähnchen vom Brunnen Wasser, von der Linde ein Blatt, von der Braut ein Band, vom Schwein eine Borste, vom Müller Kleie, vom Bauer einen Klos, da ist es zu spät. In einer weiteren steigen alle Tiere auf Hühnchens Begräbniswagen. Als der Floh noch kommt, versinkt der Wagen im Sumpf. Grimms nennen noch Meier Nr. 71 und 80, Müllenhoff „aus Holstein“ Nr. 30, Haltrich „aus Siebenbürgen“ Nr. 44, Asbjörnsen „aus Norwegen“ „S. 98“, zu „Hahnenberg und Hahnensumpf“ eine dänische Sage in Antiquariske Annaler 1, 331.
„Wie das ein Stein sah, wollte er … helfen“ wurde zur 3. Auflage „Wie das ein Stein sah, erbarmte er sich“ (vgl. KHM 1, 110), die Wendung findet Heinz Rölleke schon in Sebastian Brants Narrenschiff: „Es möcht eim hertten stein thun we“.
Vgl. KHM 18 Strohhalm, Kohle und Bohne, KHM 23 Von dem Mäuschen, Vögelchen und der Bratwurst, KHM 169 Das Waldhaus, KHM 72a Das Birnli will nit fallen.

## Rezeptionen

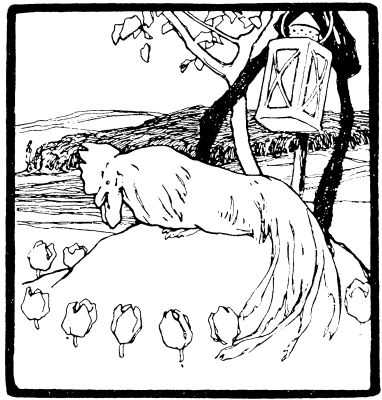
Illustration von Otto Ubbelohde, 1909

Ludwig Bechstein übernahm die Fabel abgewandelt als Vom Hühnchen und Hähnchen in sein Deutsches Märchenbuch: Der Fuchs fährt nicht mit, sondern frisst die Tiere samt Wagen und stirbt daran. Der Schluss stammt von Wilhelmine Mylius. In Bechsteins Version beherrscht die Langatmigkeit und das formelhafte Sprechen des Hähnchens den ganzen Text. Der Brunnen fordert den Brautkranz, die Braut will Schuhe vom Schuster, dieser will Schmer von der Sau, um die Schuhe einzufetten, die Sau will Milch, die Kuh will Gras und Blumen, die das Hähnchen von der "gütigen" Wiese schließlich bekommt und alle Forderungen erfüllt.
Der Tod des Hühnchens, Nr. 71 in Ernst Heinrich Meiers Deutsche Volksmärchen aus Schwaben, 1852 ist verkürzt: Der Hahn schickt die Henne übers Wasser, sie fällt hinein, wird herausgeholt und begraben, die Tiere singen. Die Tauschgeschäfte fehlen, vgl. dafür Nr. 80 Hähnle und Hühnle.
In Janoschs Parodie holt Hähnchen alle Tiere zur Hilfe, doch die stürzen sich nur auf die Nüsse und ersticken auch.